# 复活节歌
《复活节歌》，拉丁語：，又名《子兮女兮》、《复活节欢呼颂》和《耶稣复生》，是一首基督宗教复活节圣歌。被收录于众多歌本，这首圣歌由十二个诗节构成，例如：
O filii et filiae
Rex caelestis, Rex gloriae
Morte surrexit hodie.
Alleluia.
这首圣歌由方济各会修道士若瑟·提瑟朗(Jean Tisserand, O.F.M.) 所写，最初仅由九个诗节组成。（"Discipulis adstantibus"、"Postquam audivit Didymus"和"Beati qui non viderunt"开头的几节后期才被加入。） 
这首赞美诗在法国非常流行，并从此传播到了其他国家，盖朗热的《论礼仪年》将其称为《欢乐的颂歌》 并附上了拉丁原文以及英文散文式翻译，而英文翻译在开头加入了三次阿肋路亚欢呼。随着各歌本的收录，欢呼被加入了每个诗节间。但在拉兰纳的Recueil d'anciens et de nouveaux cantiques notés一书中欢呼和诗节的排列都有些许不同。

## 歌词

### 天主教版本
子兮女兮

每節歌詞前副歌:哈利路亞。哈利路亞。哈利路亞。
子兮女兮。天主之人。從天降臨。光榮王君。自死之中。今日復生。哈利路亞。
時維主日。早晨昧爽。聖墓石板。天神大張。主徒旨至。匍匐贊仰。哈利路亞。
又瑪利亞。瑪大肋納。又亞各伯。及撒樂買。市買歿藥。擦聖屍來。哈利路亞。
一位天神。穿白衣裳。望聖婦等。預言告講。加利肋亞。見主顯揚。哈利路亞。
可愛宗徒。聖史若望。比伯多祿。急速跑往。故其先到。主墳墓旁。哈利路亞。
主徒門弟。聚在一堂。驚訝見主。立己中央。聞伊告說。予平爾賞。哈利路亞。
徒弟多默。聞此福音。吾主複生。顯與我等。疑惑奇事。未見不信。哈利路亞。
爰示多默。觀視肋旁。試探足孔。試探手傷。不背信德。忠信是當。哈利路亞。
多默一視。耶穌肋旁。試探其孔。試探手足。答曰汝是。吾主天主。哈利路亞。
凡未視者。凡未探孔。堅堅實實。一心信從。永遠生活。真福之人。哈利路亞。
在此至聖。瞻禮日中。歌唱讚美。踴躍歡欣。與主慶賀。福樂光榮。哈利路亞。
為此吾儕。普世信眾。宜發謙遜。熱切心情。感謝天主。真主洪恩。哈利路亞。